# Микунь (станция)
Ми́кунь — узловая железнодорожная станция Сольвычегодского региона Северной железной дороги. Находится в городе Микуни республики Коми. По основному характеру работы является участковой, по объёму работы отнесена к 1 классу. Входит в Сольвычегодский центр организации работы станций ДЦС-4 Северной дирекции управления движением.
Станция названа по городу, в котором расположена. Неэлектрифицирована.
Станция расположена на участках обслуживания Микуньской дистанции инфраструктуры ИЧ Микунь, Сосногорской дистанции энергоснабжения ЭЧ-7.
Вокзал станции Микунь входит в Северную региональную дирекцию железнодорожных вокзалов Дирекции железнодорожных вокзалов ОАО «Российские железные дороги».

## История
На основании постановления Совета Народных Комиссаров СССР и Центрального Комитета ВКП(б) от 28 октября 1937 года № 1952—343, началось строительство железнодорожной магистрали через населённые пункты Коноша — Вельск — Котлас — Княжпогост — Чибью (ныне Ухта) — Кожва — Воркута. Экспедиция под руководством П. Н. Ещенко из Харьковского отделения института «Союзтранспроект» в декабре 1936 года провела в районе будущей стройки на участке Айкино-Княжпогост изыскательские работы, отметив, что в районе Шежамских болот на водоразделе между речками Чуб и Шежамка необходимо построить железнодорожную станцию. Предварительное название она получила «Водораздельная». Это и положило основу будущей станции Микунь.
Сама станция Микунь (название перенесено от названия деревни Микунь Айкинского сельсовета, где находилась изыскательская партия по проектированию Северо-Печорской железной дороги) выросла из станции Водораздельная, которая возникла в 1937 году и где находилась так называемая подкомандировка № 19 (лагерь заключённых). В 1938 году, когда началась регистрация вновь образованных железнодорожных станций Северо-Печорской магистрали, то на месте станции Водораздельной была зарегистрирована станция Микунь с тремя железнодорожными путями.
В 1939 году было открыто сквозное рабочее движение от Айкино до Ухты, через станцию Шежам, Микунь. Станция Микунь стала работать как раздельный пункт. В этот период путевое развитие станции составляло 3 пути.
28 декабря 1941 года из Воркуты через станцию Микунь прошёл первый эшелон с углем для блокадного Ленинграда, но не дошёл до места назначения, так как там шли бои, и поезд был отправлен в Москву.
В годы Великой Отечественной войны (1941—1945 г.г.) станция Микунь приобрела важное стратегическое значение: через станцию Микунь проходили эшелоны с углем, нефтью, одеждой для бойцов.
Поселок быстро стал развиваться в связи с тем, что, начиная с 1942 года, Микунь становится участковой станцией. Создание участковых станций было связано, прежде всего, с условиями работы паровозов. Существовало раньше такое понятие, как паровозная тяга (расстояние между станциями, на которое хватало воды и топлива для паровозов, это расстояние в 130—150 километров), под которые и строились специальные участковые станции, где паровозы могли заправиться водой и топливом. Такой станцией и стала станция Микунь, где имелись запасы природной воды. Сюда постепенно переходят все железнодорожные организации со станции Княжпогост.
В 1942 году произошла передислокация в Микунь путевой части-9, в том же году открылось агентство связи на станции Микунь.
В августе 1945 года железнодорожное училище № 1 со станции Княжпогост переведено на станцию Микунь.
В 1945 году было сдано в эксплуатацию здание железнодорожного вокзала.
1 сентября 1947 года со станции Княжпогост переведено на станцию Микунь локомотивное депо, осенью этого же года с Княжпогоста переведена и дистанция сигнализации и связи, а в 1948 году переведён пункт технического обслуживания вагонов.
Оформление станции Микунь завершилось в 1948 году, когда в Микуни открывается 4-е отделение Северо-Печорской железной дороги (ликвидировано в 1959 году в связи с объединением Северной и Северо-Печорской железных дорог).
В 1957 году начато строительство железнодорожной ветки Кослан — Микунь. Станция Микунь превращалась в крупнейшую узловую станцию Республики Коми.
Январь 1958 года началось строительство железной дороги Микунь — Сыктывкар, а 22 января 1961 года в Сыктывкар прибывает первый пассажирский поезд со станции Микунь.
Паровоз-памятник «Лебедянка» Л-5218 установлен на привокзальной площади Микуни. Локомотив выпустили в 1955 году, а через 10 лет, когда в Микуни все паровозы заменили тепловозами, этот паровоз, работающий на мазуте, поставили в депо. В августе 2006 года ко Дню железнодорожника локомотив установили на постамент. Идея установки памятника принадлежала бывшему кочегару и машинисту.

## Пригородное сообщение
Станция является конечной для пригородных поездов Микунь — Мадмас (1 пара поездов в сутки), Микунь — Кослан (1 пара поездов в сутки).

## Дальнее сообщение
По состоянию на декабрь 2018 года через станцию курсируют следующие поезда дальнего следования:
| Круглогодичное обращение поездов | Круглогодичное обращение поездов | Круглогодичное обращение поездов | Круглогодичное обращение поездов |
| № поезда                         | Маршрут движения                 | № поезда                         | Маршрут движения                 |
| -------------------------------- | -------------------------------- | -------------------------------- | -------------------------------- |
| 21 «Полярная стрела»             | Лабытнанги — Москва              | 22 «Полярная стрела»             | Москва — Лабытнанги              |
| 34 «Сыктывкар»                   | Москва — Сыктывкар               | 33 «Сыктывкар»                   | Сыктывкар — Москва               |
| 41 «Воркута»                     | Воркута — Москва                 | 42 «Воркута»                     | Москва — Воркута                 |
| 53                               | Усинск — Сыктывкар               | 54                               | Сыктывкар — Усинск               |
| 77                               | Воркута — Санкт-Петербург        | 78                               | Санкт-Петербург — Воркута        |
| 89                               | Воркута — Нижний Новгород        | 90                               | Нижний Новгород — Воркута        |
| 97                               | Микунь — Санкт-Петербург         | 98                               | Санкт-Петербург — Микунь         |
| 303                              | Усинск — Сыктывкар               | 304                              | Сыктывкар — Усинск               |
| 305                              | Усинск — Сыктывкар               | 306                              | Сыктывкар — Усинск               |
| 309                              | Воркута — Адлер                  | 310                              | Адлер — Воркута                  |
| 311                              | Воркута — Новороссийск           | 312                              | Новороссийск — Воркута           |
| 375                              | Воркута — Москва                 | 376                              | Москва — Воркута                 |
| 677                              | Кослан — Сыктывкар               | 678                              | Сыктывкар — Кослан               |

| Сезонное обращение поездов | Сезонное обращение поездов | Сезонное обращение поездов | Сезонное обращение поездов |
| № поезда                   | Маршрут движения           | № поезда                   | Маршрут движения           |
| -------------------------- | -------------------------- | -------------------------- | -------------------------- |
| 209                        | Лабытнанги — Москва        | 210                        | Москва — Лабытнанги        |
| 257                        | Печора — Адлер             | 258                        | Адлер — Печора             |
| 267                        | Сосногорск — Новороссийск  | 268                        | Новороссийск — Сосногорск  |
| 287                        | Воркута — Белгород         | 288                        | Белгород — Воркута         |
| 695                        | Микунь — Сыктывкар         | 698                        | Сыктывкар — Микунь         |

### Фирменные поезда
| Предыдущая станция       | Фирменные поезда | Следующая станция               |
| ------------------------ | ---------------- | ------------------------------- |
| Низовка в сторону Москвы | Воркута          | Княжпогост в сторону Воркуты    |
| Низовка в сторону Москвы | Полярная стрела  | Княжпогост в сторону Лабытнанги |

## Инфраструктура
Железнодорожные пути идут от станции в четырёх направлениях: от северной горловины станции на северо-восток (на Сосногорск), на северо-запад (на Кослан), на юго-восток (на Сыктывкар) и от южной горловины станции на юго-запад (на Котлас). Путевое развитие станции насчитывает более 19 путей, не считая путей, относящихся к депо. От станции отходит несколько подъездных путей: к Хлебозаводу ОРС, к МУП «Жилкомхоз», к Усть-Вымскому Жилкомхозу и к ЛП УМГООО «Севергазпром». В восточной части станции находится вагонное депо Микунь ВЧД-14. Также на станции базируются пожарный и восстановительный поезда.
Здание железнодорожного вокзала и две низкие пассажирские платформы, соединённые настилом через пути, находятся в восточной части станции, в здании вокзала имеются билетная касса и зал ожидания. Вокзал имеет выход на Привокзальную площадь, Дзержинского и Советскую улицы. В середине станции находится надземный пешеходный мост над железнодорожными путями, который соединяет западную и восточную части города и имеет выход в западной части — на Печорскую и Новосельскую улицы, в восточной части — на улицу Дзержинского.
|                                 |  |                           |  |                       |  |                  |  |                                     |  |
| Здание железнодорожного вокзала |  | Вид в сторону Сосногорска |  | Вид в сторону Котласа |  | Поезд на станции |  | Вид вокзала с привокзальной площади |  |

## Прилегающие к станции перегоны
Нечётное направление
- «Микунь — Вездино», 21,8 км, двухпутный неэлектрифицированный. По I главному пути — односторонняя трёхзначная автоматическая блокировка для движения нечётных поездов; по II главному пути — односторонняя трёхзначная автоматическая блокировка без проходных светофоров для движения чётных поездов. Перегон оборудован устройствами для движения поездов по неправильному пути по сигналам АЛСН.

Чётное направление
- «Микунь — Чуб», 11,9 км, двухпутный неэлектрифицированный. По II главному пути — односторонняя трёхзначная автоматическая блокировка для движения чётных поездов; по I главному пути — односторонняя трёхзначная автоматическая блокировка без проходных светофоров для движения нечётных поездов. Перегон оборудован устройствами для движения поездов по неправильному пути по сигналам АЛСН.
- «Микунь — Микунь II», 2,2 км, однопутный неэлектрифицированный. Двусторонняя полуавтоматическая блокировка для движения чётных и нечётных поездов.
- «Микунь — Разъезд 14 км», 13,3 км, однопутный неэлектрифицированный. Двусторонняя полуавтоматическая блокировка для движения чётных и нечётных поездов.

## Адрес вокзала
- 169060, Россия, Республика Коми, г. Микунь, ул. Дзержинского, 36